# Наголоватка Ледебура
Наголова́тка Ледебу́ра (лат. Jurinēa ledeboūrii) — многолетнее травянистое растение; вид рода Наголоватка (Jurinea) семейства Астровые (Asteraceae).

## Ареал и среда обитания
Восточноевропейский вид. Произрастает от Днепра до предгорий Урала, только в России и на Украине.
Как правило, растёт в степях, на каменистых склонах, обнажениях мела и известняка, на склонах речных долин в местах выхода известняков.

## Описание
Многолетнее растение. Стебель от 30 до 75 см, прямостоячий.
Листья сверху зелёные, с рассеянными длинными тонкими волосками, шершавые от островатых эпидермальных сосочков, снизу сероватые от войлочного опушения, листья прикорневые и нижние стеблевые пенисто-рассечённые на продолговато-линейные доли, черешковые.
Корзинки одиночные, в диаметре до 30—35 мм, обёртка полушаровидная, паутинистая, с редкими волосками или же почти голая, с прижатыми заострёнными листочками; длинные заострения листочков реснитчато-волосистые и с краями, трубчато свёрнутыми кнаружи. Венчик пурпуровый.
Зрелые семянки тёмно-коричневые, бугорчато-ямчатые.
Цветение в июне. Семена завязываются не каждый год.

## Охрана
Включена в Красные книги следующих субъектов РФ: Волгоградская область, Московская область, Самарская область, Челябинская область, Чувашская республика.

## Синонимика
Слгласно данным The Plant List
- Jurinea pseudomollis Klokov

## В культуре
В условиях Нижегородской области относительно зимостоек. В неблагоприятные зимы подпревает.